# Lord-prévôt d'Édimbourg
 (novembre 2022).
La mise en forme du texte ne suit pas les recommandations de Wikipédia : il faut le « wikifier ».
Les points d'amélioration suivants sont les cas les plus fréquents :
- Les titres sont pré-formatés par le logiciel. Ils ne sont ni en capitales, ni en gras.
- Le texte ne doit pas être écrit en capitales (les noms de famille non plus), ni en gras, ni en italique, ni en « petit »…
- Le gras n'est utilisé que pour surligner le titre de l'article dans l'introduction, une seule fois.
- L'italique est rarement utilisé : mots en langue étrangère, titres d'œuvres, noms de bateaux, etc.
- Les citations ne sont pas en italique mais en corps de texte normal. Elles sont entourées par des guillemets français : « et ».
- Les listes à puces sont à éviter, des paragraphes rédigés étant largement préférés. Les tableaux sont à réserver à la présentation de données structurées (résultats, etc.).
- Les appels de note de bas de page (petits chiffres en exposant, introduits par l'outil «  Source ») sont à placer entre la fin de phrase et le point final[comme ça].
- Les liens internes (vers d'autres articles de Wikipédia) sont à choisir avec parcimonie. Créez des liens vers des articles approfondissant le sujet. Les termes génériques sans rapport avec le sujet sont à éviter, ainsi que les répétitions de liens vers un même terme.
- Les liens externes sont à placer uniquement dans une section « Liens externes », à la fin de l'article. Ces liens sont à choisir avec parcimonie suivant les règles définies. Si un lien sert de source à l'article, son insertion dans le texte est à faire par les notes de bas de page.
- La présentation des références doit suivre les conventions bibliographiques. Il est recommandé d'utiliser les modèles {{Ouvrage}}, {{Chapitre}}, {{Article}}, {{Lien web}} et/ou {{Bibliographie}}. Le mode d'édition visuel peut mettre en forme automatiquement les références.
- Insérer une infobox (cadre d'informations à droite) n'est pas obligatoire pour parachever la mise en page.

Pour une aide détaillée, merci de consulter Aide:Wikification.
Si vous pensez que ces points ont été résolus, vous pouvez retirer ce bandeau et améliorer la mise en forme d'un autre article.

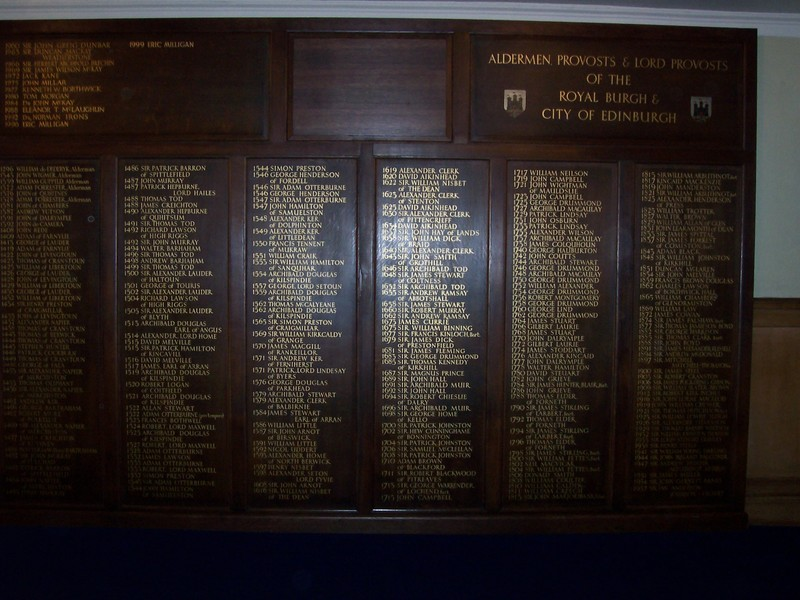
Liste des lords-prévôts à Edinburgh City Chambers

Le lord-prévôt d’Édimbourg (Lord Provost of Edinburgh en anglais) est le convener de la City of Edinburgh local authority. Il est élu par le conseil municipal et sert non seulement comme président de ce corps, mais comme une figure de proue pour toute la ville. Il est ex officio le lord-lieutenant d'Édimbourg. Ils sont élus par le conseil municipal et servent non seulement comme président de ce corps, mais comme une figure de proue pour toute la ville. Ils sont équivalents à bien des égards à l'institution du maire qui existe dans beaucoup d'autres pays.
Alors que certaines des local authorities d'Écosse élisent un prévôt, seules les villes de (Édimbourg, Glasgow, Aberdeen et Dundee) élise un lord-prévôt. À Édimbourg, cette position date de 1667, quand Charles II a élevé le prévôt au statut de lord-prévôt, avec le même rang et la même priorité que le lord-maire de Londres. Le titre de lord-prévôt est consacré dans le Local Government etc. (Scotland) Act 1994.
Le lord-prévôt d’Édimbourg est ex officio l’amiral du Firth of Forth, le prévôt de Leith et l’amiral de ce port.

## Prévôts d’Édimbourg
- (1376) John de Quhitnes
- (1381) John de Chambers
- (1387) Andrew Yutson
- (1391) John de Dalrymple
- (1392) John de Camera
- (1408) John Rede
- (1409) Adam de Farnylie
- (1413) Sir George de Lawedre of Haltoun
- (1419) Adam de Farnylie
- (1422) John de Levingtoun
- (1425) Thomas de Cranstoun
- (1425) William de Libbertoun
- (1434) Sir Henry Preston of Craigmillar
- (1435) John de Levingtoun
- (1437) Alexander Napier of Merchiston
- (1438) Thomas de Cranstoun
- (1445) Steven Hunter
- (1446) Patrick Cockburn
- (1449) Thomas de Cranstoun
- (1451) George de Fala
- (1453) Sir Alexander Napier of Merchiston
- (1455) Thomas Oliphant
- (1456) Sir Alexander Napier of Merchiston
- (1462) Alexander Ker
- (1466) George Bartraham
- (1467) Robert Mure of Polkellie
- (1469) Sir Alexander Napier of Merchiston
- (1477) James Creichton of Ruthven
- (1481) Walter or William Bartraham
- (1482) Sir John Murray of Tulchad
- (1482) Patrick Barron of Spittlefield
- (1484) John Napier of Merchiston
- (1485) Sir Jamie Swanney
- (1486) Sir Patrick Barron of Spittlefield
- (1487) John Murray
- (1487) Patrick Hepburn, premier lord de Hailes
- (1488) Thomas Tod
- (1490) Alexander Hepburne of Quhitsum
- (1491) Sir Thomas Tod
- (1492) Richard Lawson of High Riggs
- (1494) Walter Barhaham
- (1496) Sir Thomas Tod
- (1498) Walter Barhaham
- (1499) Sir Thomas Tod
- (1500) Sir Alexander Lauder of Blyth
- (1501) George of Touris
- (1502) Sir Alexander Lauder of Blyth
- (1504) Richard Lawson of High Riggs
- (1505) Sir Alexander Lauder of Blyth] (tombe à la bataille de Flodden)
- (1513) Archibald Douglas, sixième comte d'Angus
- (1514) Alexander Home, troisième lord Home
- (1515) Sir Patrick Hamilton of Kingavill
- (1516) David Melville
- (1517) James Hamilton, premier comte d’Arran
- (1519) Archibald Douglas of Kilspindie
- (1520) Robert Logan of Coitfield
- (1521) Archibald Douglas of Kilspindie
- (1522) Allan Stewart
- (1522) Adam Otterburne
- (1523) Francis Bothwell
- (1524) Robert Maxwell
- (1525) Archibald Douglas of Kilspindie
- (1527) Robert Maxwell
- (1528) Adam Otterburne
- (1532) James Lawson
- (1535) Adam Otterburne
- (1535) Robert Maxwell
- (1537) Simon Preston
- (1543) Sir Adam Otterburne
- (1544) James Hamilton of Stenhouse[2]
- (1544) Simon Preston
- (1546) George Henderson of Fordell
- (1546) Sir Adam Otterburne
- (1546) George Henderson
- (1547) Sir Adam Otterburne
- (1547) James Hamilton of Stenhouse
- (1548) Alexander Ker of Dolphinton
- (1549) Alexander Ker of Littledean
- (1550) Francis Tennent of Mukraw
- (1551) William Craik
- (1555) Sir William Hamilton of Sanquhar
- (1554) Archibald Douglas of Kilspindie (II)
- (1557) George Seton, septième lord Seton
- (1559) Archibald Douglas of Kilspindie
- (1562) Thomas McCalyeane
- (1562) Archibald Douglas of Kilspindie (II)
- (1565) Sir Simon Preston of Craigmillar
- (1569) Sir William Kirkcaldy of Grange
- (1570) James MacGill of Nether Rankeillour
- (1571) Sir Andrew Ker of Ferniherst
- (1571) Patrick Lord Lindesay of Byers
- (1576) George Douglas of Parkhead
- (1579) Archibald Stewart
- (1579) Alexander Clerk of Balbirnie
- (1584) James Stewart
- (1586) William Little
- (1587) Sir John Arnot of Birswick
- (1591) William Little
- (1592) Nicol Uddert
- (1593) Alexander Home of North Berwick
- (1597) Henry Nisbet
- (1598) Alexander Seton, Lord Fyvie
- (1608) Sir John Arnot
- 1616 : Sir William Nisbet of Dean
- (1619) Alexander Clerk
- (1620) David Aikinhead
- 1622 : Sir William Nisbet of Dean
- (1623) Alexander Clerk of Stenton
- (1625) David Aikinhead
- (1630) Sir Alexander Clerk of Pittencrief
- (1634) Adam Hogg
- (1637) Sir John Hay of Lands
- (1638) Sir William Dick of Braid
- (1640) Sir Alexander Clerk
- (1643) Sir John Smith of Grothill
- (1646) Sir Archibald Tod
- (1648) Sir James Steuart, of Coltness
- (1652) Sir Archibald Tod
- (1654) Sir Andrew Ramsay, lord Abbotshall
- (1658) Sir James Steuart, of Coltness
- (1660) Sir Robert Murray
- (1662) Sir Andrew Ramsay, lord Abbotshall, devenu le premier lord-prévôt en 1667

## Lords-prévôts d’Édimbourg
- (1667) Sir Andrew Ramsay, lord Abbotshall
- (1673) James Currie
- (1675) Sir William Binning
- (1677) Sir Francis Kinloch of Gilmerton
- (1679) Sir James Dick of Prestonfield
- (1681) Sir James Flemming
- (1683) Sir George Drummond
- (1685) Sir Thomas Kennedy of Kirkhill
- (1687) Sir Magnus Prince
- (1689) Sir John Hall of Dunglass, premier baronnet
- (1691) Sir Archibald Muir
- (1692) Sir John Hall of Dunglass, premier baronnet
- (1694) Sir Robert Chieslie of Dalry
- (1696) Sir Archibald Muir
- (1698) Sir George Home of Kello
- (1700) Sir Patrick Johnston
- (1702) Sir Hugh Cunningham of Bonnington
- (1704) Sir Patrick Johnston
- (1706) Sir Samuel McClellan
- (1708) Sir Patrick Johnston
- (1710) Adam Brown of Blackford
- (1711) Sir Robert Blackwood of Pitreavie
- 1713–1714 Sir George Warrender, of Lochend
- (1715) John Campbell
- (1717) William Neilson
- (1719) John Campbell
- (1721) John Wightman of Mauldslie
- (1723) John Campbell
- 1725 : George Drummond
- (1727) Archibald Macauley
- (1729) Patrick Lindsay
- (1731) John Osburn
- (1733) Patrick Lindsay
- (1735) Alexander Wilson
- (1737) Archibald Macauley
- (1738) James Colquhoun
- (1740) George Haliburton
- (1742) John Coutts
- (1744) Archibald Stewart
- (1746) George Drummond
- (1748) Archibald Macauley
- (1750) George Drummond
- 1752 William Alexander
- 1754 George Drummond
- 1756 Robert Montgomery
- 1758 George Drummond
- 1760 George Lind
- 1762 George Drummond
- 1764 James Stuart of Binend
- 1766 Gilbert Laurie
- 1768 Sir James Stuart of Binend
- 1770 John Dalrymple
- 1772 Gilbert Laurie
- 1774 James Stoddart
- 1776 Alexander Kincaid
- 1777 John Dalrymple
- 1778 Walter Hamilton
- 1780 David Steuart or Stewart
- 1782 John Grieve
- 1784 Sir James Hunter Blair
- 1788 Thomas Elder of Forneth
- 1790 Sir James Stirling
- 1794 Sir James Stirling of Larbert Bt
- 1798 Sir James Stirling of Larbert Bt
- 1800 Sir William Fettes, baronnet
- 1802 Neil Macvicar
- 1804 Sir William Fettes, baronnet
- 1808 Donald Smith
- 1808 William Coulter
- 1810 William Calder
- 1811 William Creech
- 1814 Sir John Marjoribanks[3]
- 1815 Sir William Arbuthnot
- 1817 Kincaid McKenzie
- 1819 John Manderston
- 1821 Sir William Arbuthnot
- 1823 Alexander Henderson of Press
- 1825 William Trotter
- 1827 Walter Brown
- 1829 William Allan of Glen
- 1831 John Learmonth of Dean
- 1833 Sir James Spittal
- 1837 Sir James Forrest of Comiston
- 1843 Adam Black
- 1848-1851 : Sir William Johnston of Kirkhill
- 1851 Duncan McLaren (Liberal)
- 1854 Sir John Melville
- 1859 Francis Brown Douglas
- 1862 Charles Lawson of Borthwick Hall
- 1865 William Chambers of Glenormiston
- 1869 William Law
- 1872 James Cowan
- 1874 Sir James Falshaw
- 1877 Sir Thomas Jamieson Boyd
- 1882 Sir George Harrison
- 1885 Sir Thomas Clark, Bt.
- 1888 Sir John Boyd
- 1891 Sir James Alexander Russell
- 1894 Sir Andrew McDonald
- 1897 Sir Mitchell Mitchell Thomson
- 1900 Sir James Steel
- 1903 Sir Robert Cranston
- 1906 Sir James Puckering Gibson (Liberal)
- 1909 Sir William Slater Brown
- 1912 Sir Robert Kirk Inches
- 1916 Sir John Lorne MacLeod
- 1919 John William Chesser
- 1921 Sir Thomas Hutchison, Bt.
- 1923 Sir William Lowrie Sleigh
- 1926 Sir Alexander Stevenson
- 1929 Sir Thomas Barnby Whitson LL.D
- 1932 Sir William Johnston
- 1934 W. J. Thornson
- 1935 Sir Louis Stewart Gumley
- 1938 Sir Henry Steel
- 1941 Sir William Young Darling
- 1944 Sir John Ireland Falconer
- 1947 Sir Andrew Hunter Arbuthnot Murray (Liberal)
- 1951 Sir James Miller
- 1954 John Garnett Banks
- 1957 Sir Ian Anderson Johnston-Gilbert
- 1960 Sir John Greig Dunbar
- 1963 Sir Duncan Mackay Weatherstone
- 1966 Sir Herbert Archbold Brechin
- 1969 Sir James Wilson McKay
- 1972 Jack Kane (Labour)
- 1975 John Millar (Conservative)
- 1977 Kenneth W Borthwick (Conservative)
- 1980 Thomas Morgan (Conservative)
- 1984 Dr John McKay (Labour)
- 1988 Eleanor McLaughlin (Labour)
- 1992 Dr Norman Iron (Scottish National Party)
- 1996 Eric Milligan (Labour) [4]
- 2003 Lesley Hinds (Labour)
- 2007 George Grubb (Liberal Democrat) [5]
- 2012 Donald Wilson (Labour) [6]